# カタパルト

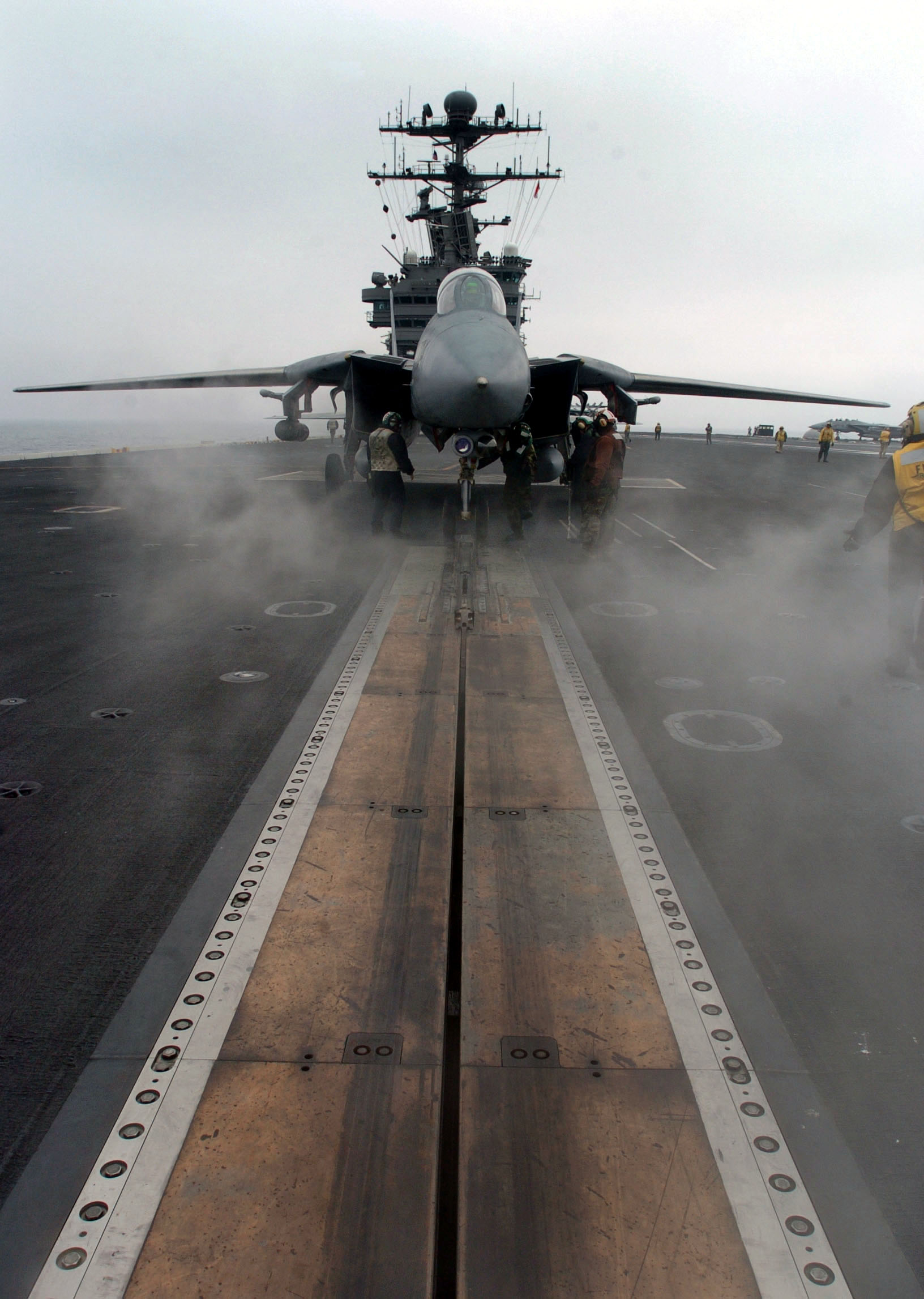
カタパルト後端の発艦位置に着いたF-14

カタパルト (英:Aircraft catapult) は、艦艇（現代では主に航空母艦）などから航空機を射出するための機械である。また宇宙船や架空のロボットなどを射出する装置もカタパルトと呼ばれる。射出機（しゃしゅつき）とも呼ばれる。また、地上から滑走路を使わずに離陸する場合に使われる、動力つきの発射台もカタパルトと呼ばれ、世界初の動力有人機ライトフライヤー号も、杭打ちやぐらとカウンターウエイトの組み合わせで機体を撃ち出すカタパルトを用いて飛行に成功している。

## 概要
カタパルトには火薬式、油圧式、空気式、蒸気式、電磁式のものがある。開発初期の試作においてはスプリング式やフライホイール式が実験されたこともある。航空機が飛び立つための充分な長さの滑走路や飛行甲板が無い場合などにカタパルトにより射出し、離陸速度を確保した。飛行甲板自体の長さが発艦に足りる長さであっても、カタパルトをあわせて利用することで甲板後部により多くの航空機を並べて待機させ、作戦に同時投入することも可能となるメリットがある。
現代のカタパルト付きの空母で運用されているジェット機（CATOBAR機）は重量があり失速速度も高いので、カタパルト無しでの発艦は考慮されていない。

## 航空母艦以外での運用
航空機が発達し水上機が実用化された1920年代から、軍艦に水上機を搭載し偵察・哨戒に用いる動きが各国海軍で起こった。しかし当初は航行する艦上から水上機を発艦させる手段がなかったため、艦を停止して水上機をデリックで水面に下ろす必要があった。この不便を解消するため、飛行甲板を持たない戦艦・巡洋艦の上から水上機を直接発艦させる手段としてカタパルトの研究が行われた。数々の試作型を経て実用的なカタパルトが開発され、第二次世界大戦の始まった頃には多くの戦艦・巡洋艦がカタパルトと水上機を装備するようになっていた。戦艦・巡洋艦など砲撃をその主目的とする艦の搭載水上機には、それ以外にも弾着観測という任務があり、大型艦の多くがカタパルトを搭載していた。このほか、水上機を多数載せカタパルト発艦させる水上機母艦という専門の艦種も生まれた。また、潜水艦のような小型艦でもカタパルトを搭載すれば水上機の運用ができた。
大日本帝国海軍では、火薬式のカタパルトを巡洋艦以上の艦艇に搭載し、戦艦には弾着観測を目的とした二座水偵（水上偵察機）を、巡洋艦には偵察を目的とした三座水偵を搭載するという運用をしていた（カタパルトを2基装備し格納庫が広かった大和型戦艦には両機種とも搭載された）。また艦隊全体として偵察は巡洋艦の水偵で行うこととし、空母艦載機を偵察に積極的に用いることは後年まで行なわれなかった。なお改装で航空戦艦となった伊勢型戦艦では、22機の艦載機をカタパルト2基を用いて1分間隔で射出する計画で、航空母艦の補助戦力として開発された給油艦「速吸」においても同様の火薬式カタパルトが装備された。しかし瞬間的に爆発的な加速を行う火薬式カタパルトは機体およびカタパルト本体への負荷が大きく連続射出や魚雷装備など兵装満載状態の艦攻の発進には不向きであり、火薬式に変わる全備状態の艦載機の連続射出が可能なカタパルトの開発にも失敗したため、大日本帝国海軍の航空母艦にカタパルトは全く装備されなかった（空母「加賀」には装備の準備として甲板に溝が設けられたが装備は実現しなかった）。構造上圧搾空気を多用する潜水艦では、圧縮空気式のカタパルトが用いられ、伊400型等多くの潜水艦で運用されていたが、水上艦艇では一部の艦艇に実験的に装備されるに留まっていた。
ドイツでは、蒸気カタパルトの実用化に世界で初めて成功し、CAMシップに酷似した、大型水上機や飛行艇を運用する為のカタパルト艦を運用していた。
イギリスでは、商船を敵機の攻撃から守るために、商船に1機の陸上用戦闘機のみを発射可能なカタパルト1基を装備したCAMシップを建造した。CAMシップでは発艦した戦闘機は母艦に帰還不能でパイロットはしばしば死亡し、運用上の柔軟性もなかったことから、商船に簡易な飛行甲板を設けて空母状にしたMACシップの登場により姿を消した。MACシップにはカタパルトは装備されなかった。
アメリカ海軍におけるカタパルトの歴史に関しては、次項で詳述する。
第二次世界大戦終結後、ヘリコプターの発達により、航空母艦以外の艦艇に固定翼機を搭載する必要性は急激に低下していき、これに伴って、それらの艦艇からカタパルトは急速に姿を消した。例えばアメリカ海軍では、1949年末までに、戦艦・巡洋艦に搭載されていた水上機はすべてHO3Sなどの艦載ヘリコプターに換装された。
陸上においてもカタパルトを使用すれば、離陸用の滑走路が必要なくなる（他にゼロ距離発進という方法もあり、ゼロ距離発進にカタパルトを併用する場合もある）。その場での着陸を必要としない場合、カタパルトの使用は有効な手段になる。
陸上におけるカタパルトの使用事例としては、第二次世界大戦中のドイツ空軍においてV-1飛行爆弾の地上発射に用いられ実戦に使用された。V1の発射に使われたカタパルトは、過酸化水素から発生する水蒸気を使用するヴァルター機関であり、最初期のスチームカタパルトでもある。C字型のパイプとシャトルによる構造も現在のスチームカタパルトに近いものだが、シールは使用ごとに交換する必要があった。大日本帝国海軍の特攻機桜花の改良型（エンジンのジェットエンジン化・航続距離大幅延伸）である桜花43型の地上発進用に千葉県三芳村の知恩院や滋賀県比叡山延暦寺にカタパルトが設置されたがこちらは実戦には使用されなかった。ベトナム戦争では、南ベトナムに展開したアメリカ海兵隊航空部隊が、初期においてカタパルトを使用していた。
陸上で行われるグライダーの運用においても、複数のゴムバンドを束ねた「ゴム索」をカタパルトとして用いるゴム索発航という離陸方法があり、民間でのスカイスポーツを中心に第二次大戦前から行われている。また、模型航空の分野においては、同様の仕組みを模型サイズにスケールダウンさせたゴムカタパルトが使用されている。

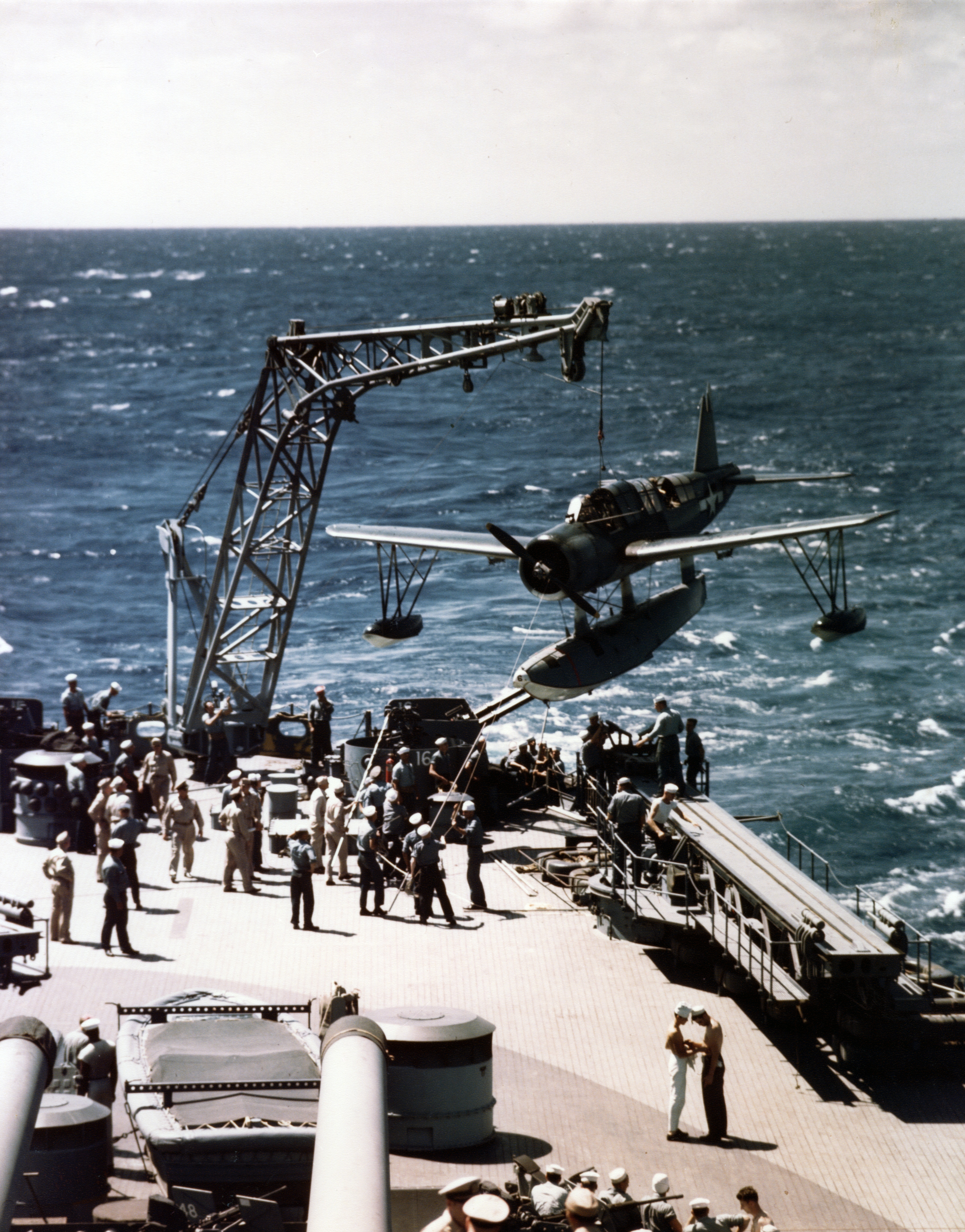
アメリカ海軍戦艦「ミズーリ」上のヴォート OC2U キングフィッシャー
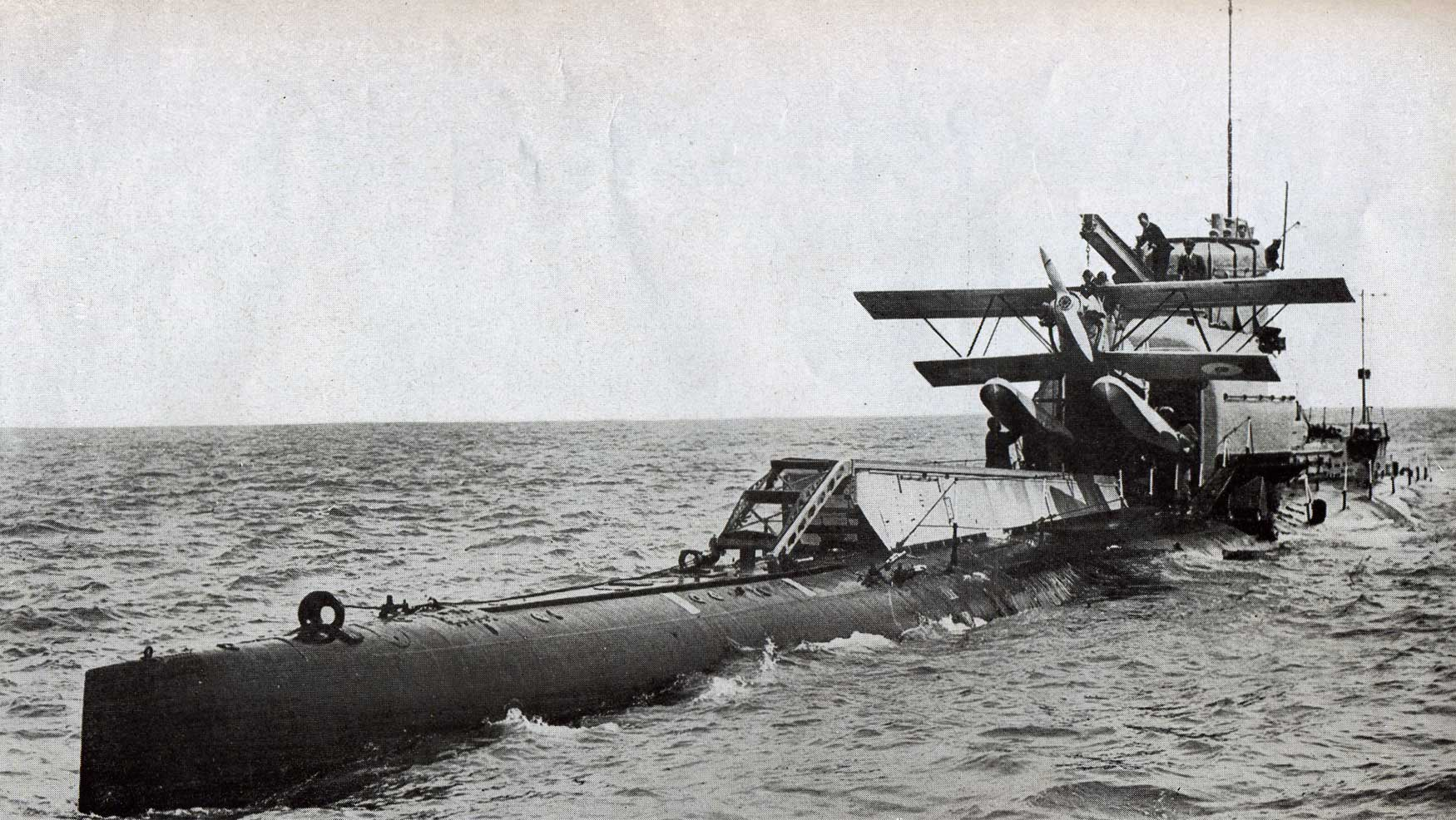
イギリス海軍潜水艦「M2」と艦載機のパーナル ペト（英語版）
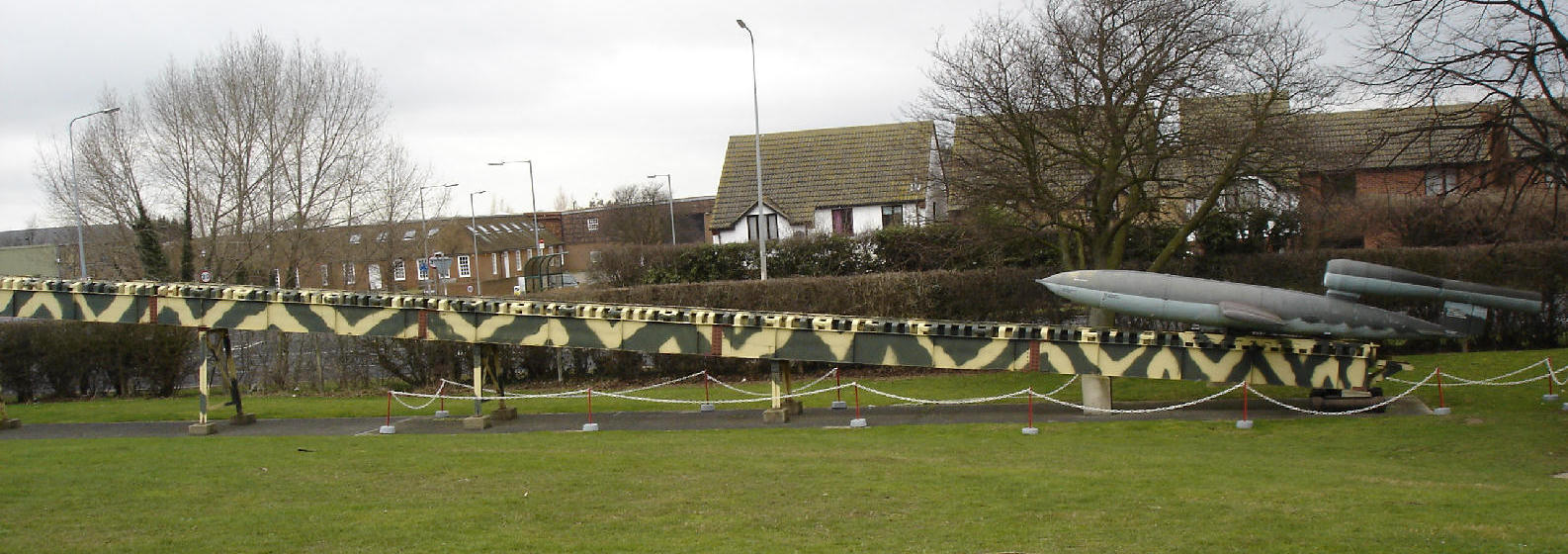
復元されたV-1の発射台
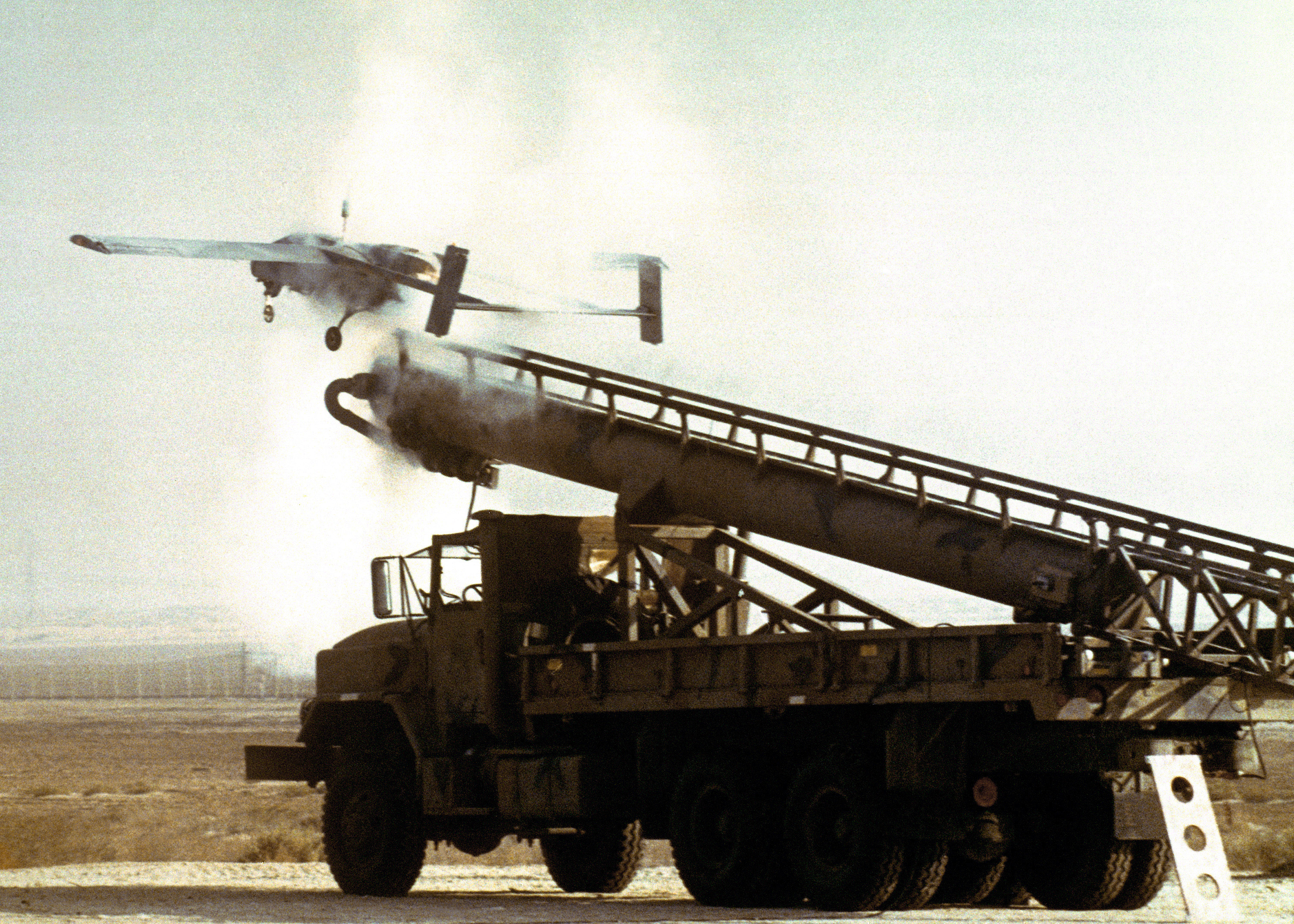
トラックから射出されるAAI/IAI RQ-2 パイオニア
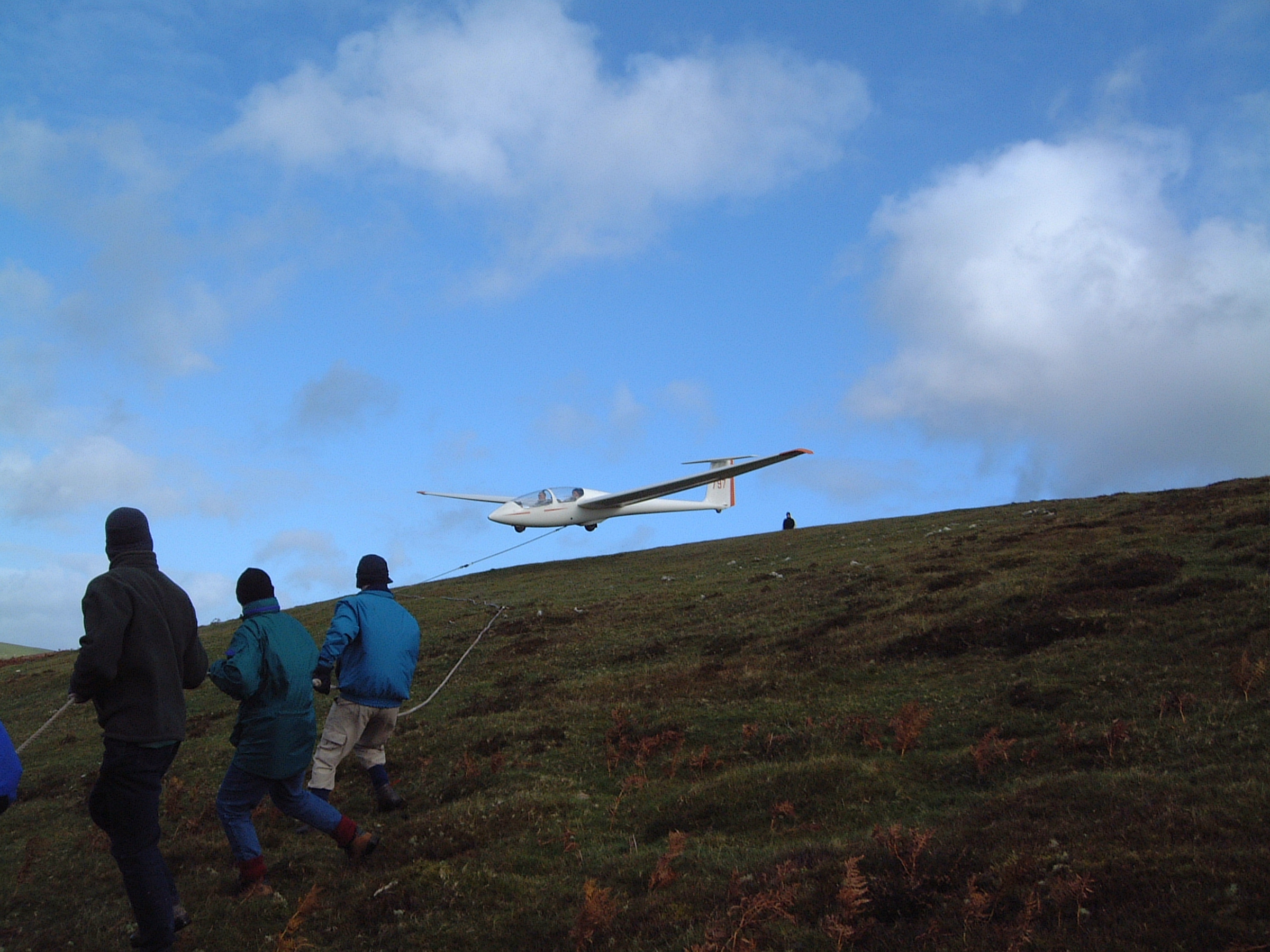
ゴム索発航で射ち出されるアレキサンダー・シュライハー ASK 21

## 航空母艦での運用

### アメリカ海軍
アメリカ海軍は空母の実用性を探るため実験的に改装されて生まれたアメリカ最初の空母「ラングレー」において火薬式カタパルトを装備しており、1922年11月18日に世界で初めて空母からカタパルトで発艦することに成功した。ただし空母用カタパルトとして実用的なものではなかったため1928年に撤去されており、ラングレー自身も1936年に水上機母艦に再度改装された。続くレキシントン級にはフライホイールとクラッチを組み合わせたTypeF MkIIカタパルトが装備されたが、このカタパルトは臨時に水上機を飛行甲板上から発艦させる必要が生まれた時のためのものであり、艦上機の発艦用ではなかった。
艦上機発艦用のカタパルトは「レンジャー」・ヨークタウン級に油圧式のものが装備されたが、ヨークタウン級では太平洋戦争開戦後に低出力で実戦に不向きとして一旦撤去されている。実戦で実用性のある改良型油圧式カタパルトが装備できたのはエセックス級からであり、後にF6Fなど大型の新型機を運用するようになった際に「エンタープライズ(CV-6)」にも再装備された。エセックス級はカタパルト非搭載の空母に比べて、迅速に多数の航空機を緊急発艦させる事が可能であり、大型で重量の増した新型機の実用的な発艦も可能となった。また、正規空母のみならず、小型で飛行甲板が短く、また、低速な護衛空母においても、搭載されたカタパルトは新型機の運用を可能にした。
ただし現在のカタパルトに比べれば低出力で連続使用の限界等もあり、正規空母においては全ての搭載機をカタパルトで射出する事は不可能であったが、それでもカタパルト非搭載の日本海軍に比べて、運用上の大きな利点となった。カタパルトさえあれば、多数の機体を甲板に出して、短時間で全機を発艦可能になる。最初にカタパルトで射出可能な分だけ機体を発艦させれば、あとは甲板上に余裕が生じるため、残りの機体は自力滑走で発艦可能になるからである。軽空母・護衛空母の大量建造と相まって、アメリカ海軍空母に装備されたカタパルトは戦局に大きく寄与した。

### ロシア海軍
ソビエト連邦海軍が1977年から黒海沿岸のサキ飛行場に建造した艦上機科学試験シミュレータ（ニートカ）には、スキージャンプ台やアレスティング・ギアとともに、全長90メートル、直径500ミリのカタパルトも設置されていた。また1143型航空巡洋艦（キエフ級）と同型のボイラーも設置されており、圧力64 kgf/cm2 (910 lbf/in2)、温度470 °C (878 °F)の蒸気を1時間に115トン供給することができた。
ソ連国内には前例のない多くの技術開発が必要だったために開発は難航したものの、1986年より、試作機「スヴェトラーナ・マヤーク」（«Светлана-Маяк»）による試験発射が開始された。このカタパルトは、技術的には実用化の域に達しており、キエフ級に続く重航空巡洋艦（TAvKR）では、ここで開発されたカタパルトとアレスティング・ギアを導入したCATOBAR方式が採用される計画とされていた。しかし政府・軍上層部にはSTOVL方式やヘリ空母への支持が根強かったために、結局、実際に建造された「アドミラル・クズネツォフ」ではカタパルトの導入は棄却され、代わりにスキージャンプ台を採用するように変更された。これによって、CTOL方式の艦上機をスキージャンプで発艦させ、着艦時にはアレスティング・ワイヤーで停止させるという短距離離陸・拘束着艦（STOBAR）方式が開発された。
次級ウリヤノフスクではカタパルトが搭載されることになったが、ソ連崩壊によるウクライナの独立により資金供給は途絶え、建造中止によりスクラップとして解体された。一方、「クズネツォフ」の後継となるロシア将来空母では電磁カタパルトの装備が予定されており、2014年4月にネフスキー設計局総取締役セルゲイ・ウラソフ氏により開発が実施されていることが明かされている。

### 中国人民解放軍海軍
中国は1990年代初めには蒸気カタパルトと電磁カタパルトシステムの開発作業を行っていることをいくつかの外国メディアが指摘している。オーストラリアの退役空母「メルボルン」をスクラップとして購入し、備え付けられていた蒸気カタパルトを回収・研究したとされる。また、ウクライナよりニトーカに建設中だったソ連製の蒸気式カタパルトの技術を習得しているとロシアは推測している。さらに、アメリカの大手防衛産業企業であるL-3 コミュニケーションズの子会社Power Paragonのエンジニアで中国系アメリカ人のチ・マクにより、電磁式カタパルトの技術を不正に入手したとされている。
2013年8月には興城の中国海軍艦載機基地の建設中の3番目の滑走路に2条のカタパルトらしき施設が衛星写真で確認されており、蒸気カタパルトではないかとカナダ軍事専門誌・漢和ディフェンスレビューは推測している。また、2014年1月には中国が電磁式カタパルトの試験機テスト設備を建造していると発表されている。
2015年9月上旬には黄村基地に電磁カタパルトと蒸気カタパルトと推測されるものの設置が開始された。また同年11月に開催された中国国際工業博覧会では中国工程院による電磁式カタパルトの模型が公開された。2016年6月20日に捕捉された画像によると、黄村基地の試験設備において大きな進展が見られたことを示されている。同年10月17日から撮影された写真には、2つのカタパルトの背後にJ-15（おそらくJ-15A）があったかつ後に中国のフォーラムにおいてカタパルト射出対応のJ-15が確認されたことなどから射出試験が行われたことが示唆されている。
空母への実装は2015年から建造開始した003型空母に3条の電磁式カタパルトを装備するとされている。

### 利点と欠点

#### 利点
即時発進が可能である。
艦船への配置基数と連続使用回数の制限にも依るが、少なくともカタパルト上にセットされている艦載機は、風上航行などの予備作業なしに即時の緊急発進が可能となる。
イギリス海軍のCAMシップを例に取れば、敵の探知から殆ど間を置かずに迎撃に向かう事が可能な航空戦力の存在は、たとえそれが僅か数機の旧式の単発戦闘機で、ごく軽量の爆装しかできないものであったとしても、戦闘機との直接交戦を想定していない攻撃側の爆撃機(攻撃機)や偵察機、或いは対空戦闘を想定していない潜水艦にとっては重大な脅威となり、輸送船団攻撃の企図を挫くには十分なものであった。後の連合軍の量産型護衛空母は、このコンセプトの延長上の思想で、潜水艦または航空機による通商破壊攻撃を受けた際の緊急発進を目的にカタパルトを配備しており、必ずしも搭載機の全てや(日本海軍が要求性能に科し、開発に失敗する要因ともなった)全備状態の重量爆撃機の発進性能は求められてはいなかった。
甲板上のスペースを有効活用できる。
カタパルトの射出性能と、アレスティングワイヤーの拘束性能にも左右されるが、両者が十分な性能を備えていれば、必ずしも全通飛行甲板の全ての領域を発着艦に宛がう必要が無くなる為、発進と着陸を同時に行う事や、発進と着陸に必要な最低限の滑走距離以外は予備機の搭載に宛がって格納庫の限界以上に搭載機数を増やすなどの措置が採れるようになる。

#### 欠点
機体に対する負荷が過大となる場合がある。
特に火薬式のものは機体や搭乗員に掛かる加速度が他の形式とは比較にならないほど大きい為、安易な装薬量の増加により射出性能を向上させる事は、過度の加速Gによる機体の破損や、搭乗員の失神といった墜落を誘発する事態を招くリスクが大きかった。上述の通り「日本海軍は空母用カタパルトを実用化できなかった」とあるが、それはつまり艦載機を破損させないように加速をかけるカタパルトを実用化できなかったという事である。
多数の機体の発進には却って時間が掛かる場合もある。
油圧や圧縮空気を用いるものは、再発射の為の圧力の充填に時間を要する欠点があった。伊400型に搭載された圧縮空気式の四式1号10型カタパルトを例に取ると、再射出に必要な時間は4分であり、仮にこれが日本海軍の正規空母に搭載されていたとしても、10機を発進させるには40分を要する事となり、最低でも数十機以上を搭載する正規空母の全力発進を全てカタパルトで行っていては、全ての航空機の発進には途方もない時間を要する事にもなってしまう。当時の連合軍正規空母の油圧式カタパルトも多少なりともこのような欠点を負っていた為、全力発進時のカタパルトの使用は甲板上で待機しているある程度の機数を発進させるまでに留まり、飛行甲板が空いた後は通常の滑走による逐次発進を原則としていた。
駆動出力をロスする場合がある。
蒸気式の場合は艦艇の推進機関用ボイラーから蒸気の分配を受けて駆動する為、ボイラーの容量が十分でない場合、過度のカタパルトの連続使用は艦艇の推進力の低下に繋がる場合があった。

### 現代の運用
現代の航空母艦では、第二次世界大戦後にイギリス海軍で考案されアメリカ海軍において実用化された蒸気カタパルトが主流である。莫大なエネルギーを取り出すことが可能で熱出力の制限が事実上ないに等しい原子力推進機関と組み合わせて運用されることにより、上記の第二次世界大戦当時の各形式の欠点の大部分を克服している。
蒸気カタパルトは艦艇推進機関のボイラーからの高圧水蒸気を圧力タンクに貯めておき、航空機の発進時に一気にシリンダー内に導いて、その圧力で内部のピストンを動かす。ピストンはシャトルと一体であり、フライト・デッキ上の溝に出ているシャトル頭部に航空機の前脚部をつなぎ強力な加速力を加える。
カタパルト・シリンダーの断面はアルファベットの"C"の形をしていて一部に隙間があり、この隙間を通じてピストンとシャトルが接続されている。シリンダーの隙間は、蒸気の漏れを出来る限り防ぐために隙間の両側からゴム製シーリングが塞いでおり、ピストンとシャトルの接続部分だけがシーリングを押しのけている。
ピストンとシャトルがシリンダーを走行するときはシーリングを押しのけ擦れ合いながら移動するが、密閉が完全ではないためにカタパルトの使用時には蒸気が漏れているのがわかる。

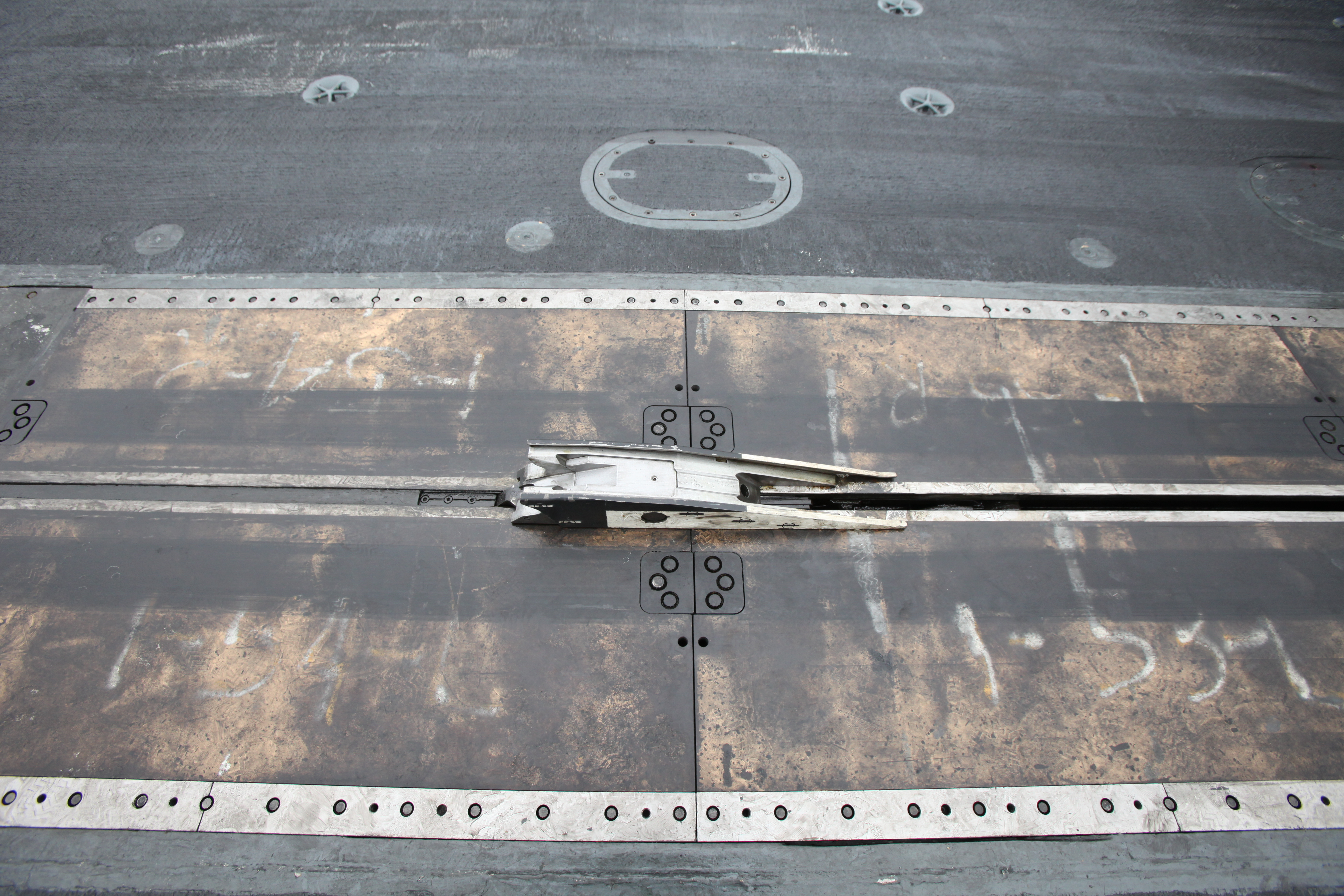
カタパルトのシャトル頂部
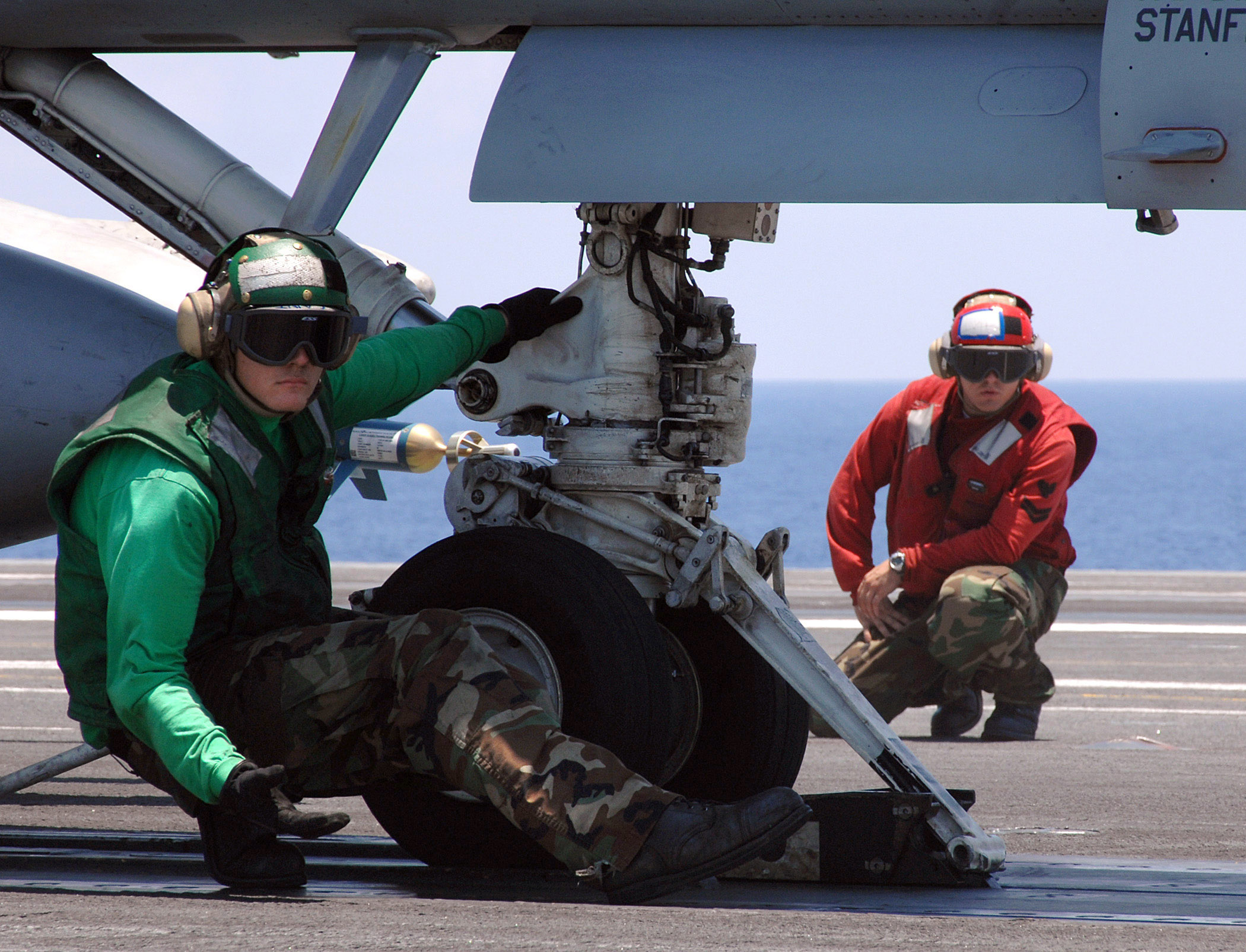
滑走開始位置で前脚へシャトルを結合するカタパルト要員
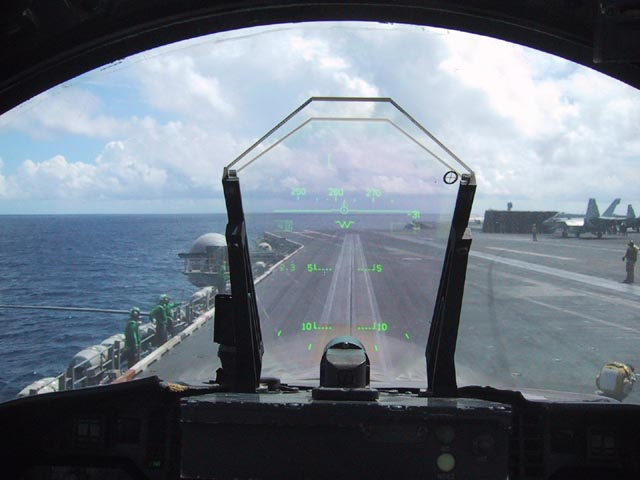
F/A-18Cのコクピットから見たカタパルト
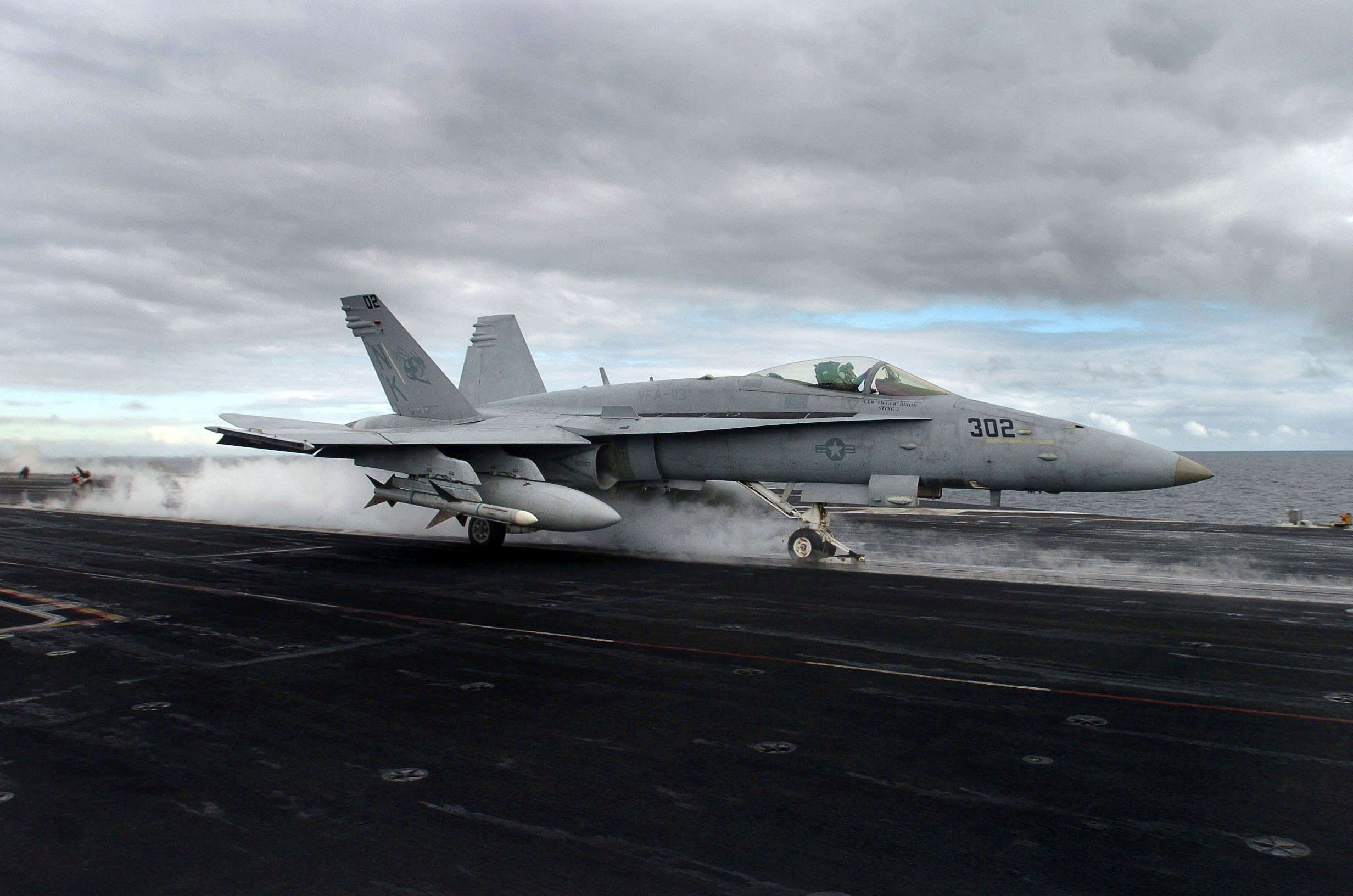
カタパルトを用いて射出されるF/A-18C
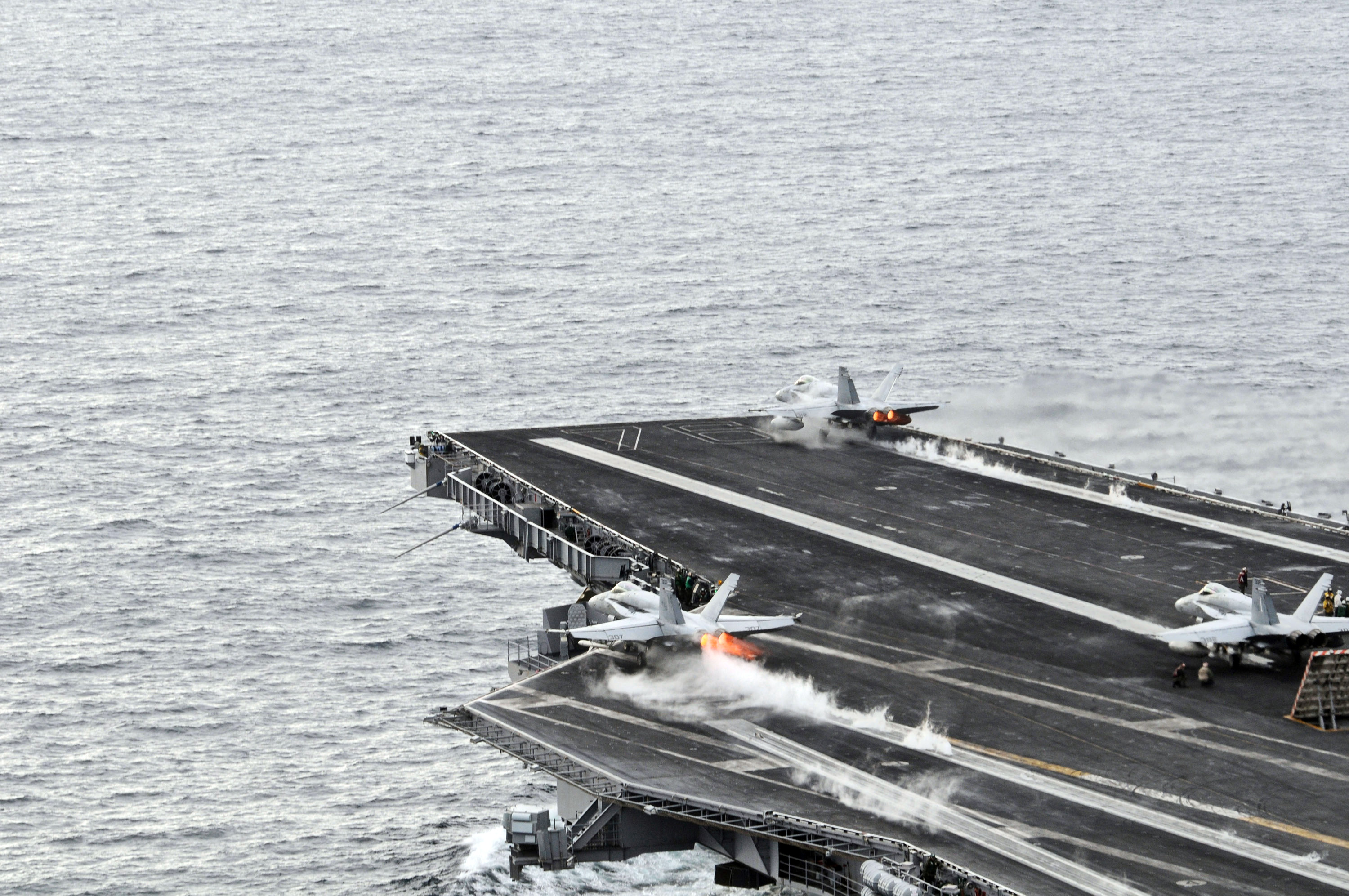
アメリカ海軍「ロナルド・レーガン」のカタパルトを使い2機同時に発進するF/A-18C
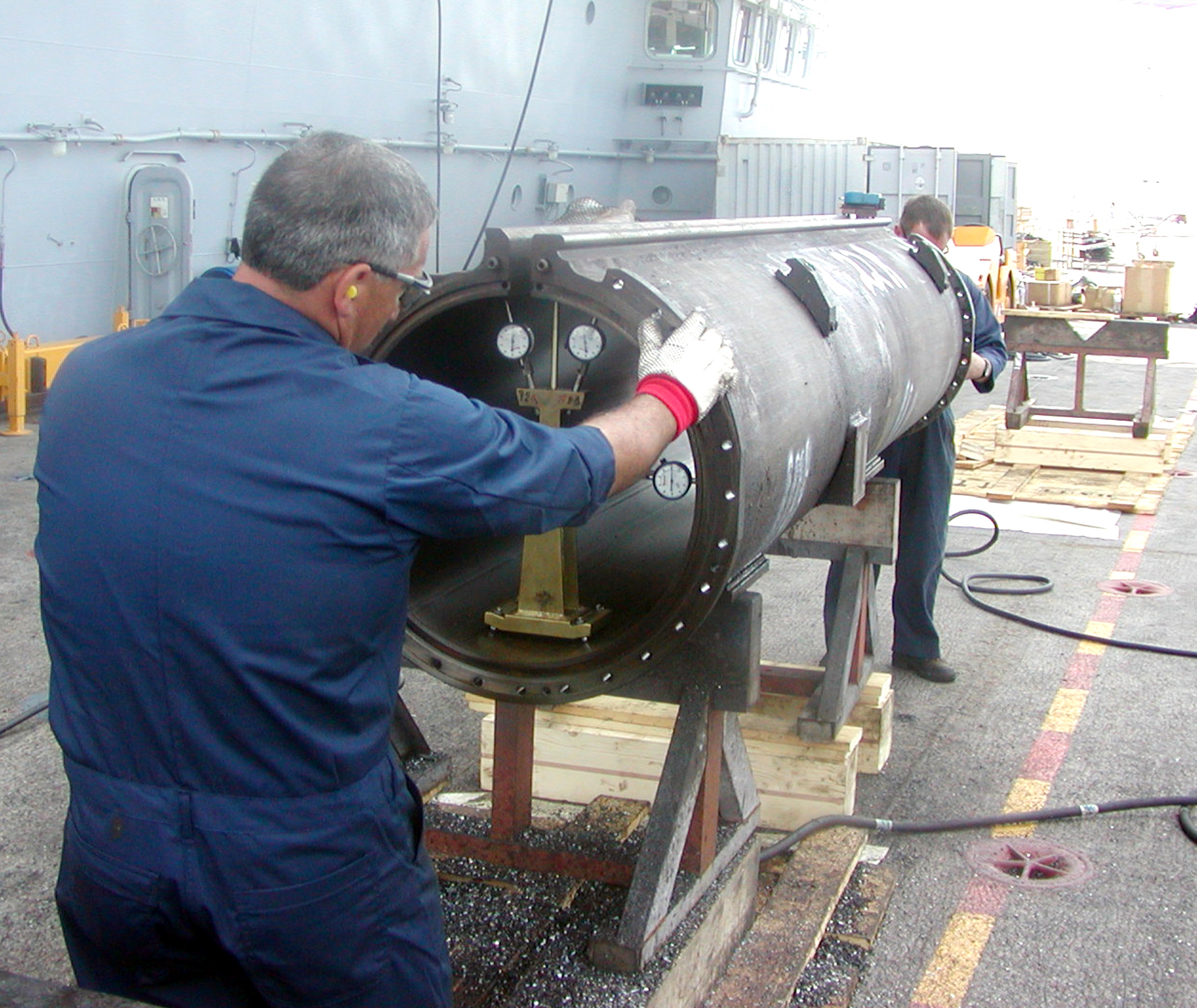
蒸気カタパルト内部パーツ

蒸気カタパルトは、油圧式より高速で作動し、E-2のような重い航空機も射出でき、強力な加速が一度に加わる火薬式よりも航空機への負担が少ないという利点があるが、蒸気用の配管が必要になるという欠点がある。推進用機関のボイラーが蒸気式カタパルトの装備を前提としていなかったエセックス級では、改装で蒸気式カタパルトを装備した際にカタパルトを連続使用すると蒸気の不足により速力が低下した。現代の原子力空母は十分な蒸気発生量があるため、カタパルト使用による速力低下は一切無い。アメリカ海軍のジェラルド・R・フォード級航空母艦に搭載された電磁式カタパルトはリニアモーターを利用し技術的難度が高く電力も大量に必要となるが、蒸気式よりもさらに航空機への負担が少なく機体寿命の延長に繋がる。また配管を必要としないため、艦の構造が簡易で軽量になるという利点もある。

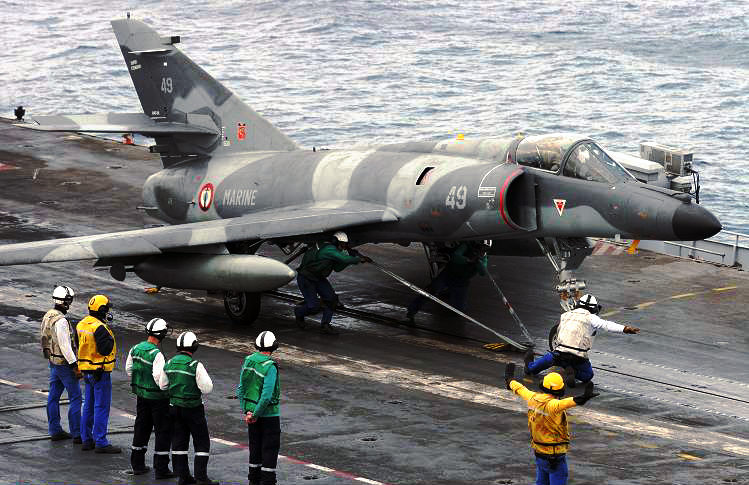
ブライドル・ワイヤーでシャトルと連結されたシュペルエタンダール

カタパルトの実用化初期には、それを利用する航空機に専用の牽引装置が備わっていなかったため、カタパルトのシャトルと航空機の主翼基部や胴体とを連結する「ブライドル」「ブライドル・ワイヤー」と呼ばれる装具が使用されていた。ごく初期にはブライドルは航空機の離艦と共に海面へと落下することで投棄される使い捨てであったが、やがてこの無駄を避けるためにカタパルトの前方フライト・デッキの端から突き出す形の「ブライドル・レトリーバー」と呼ばれるブライドル回収用の網が取り付けられた。2007年の現在ではほとんど全てのカタパルトを利用する航空機には、ブライドルに相当する専用のフックが前脚部に備わっているので、ブライドルとブライドル・レトリーバーは姿を消しつつある。なお当該機構については英語圏では「Bridle catcher」との表現が一般的であり、「Bridle retriever」という表現は一般的ではない。

## 各国のカタパルト

### アメリカ合衆国
当初は単に形式番号を付していたが、1923年12月より、AタイプやPタイプ、Cタイプといった細分類が導入された。
F Mk II
フライホイール＆クラッチ式。レキシントン級の水上機発艦用。
A Mk 3
圧搾空気式。2,700kgの機体を103km/hまで加速させる能力。
H Mk I
油圧式。2,500kgの機体を74km/hまで加速させる能力。
H Mk II
油圧式。全長19m。2,500kgの機体を137km/hまで加速させる能力。「レンジャー」、ヨークタウン級用（1942年中に撤去）。
H-2-1
油圧式。全長28m。5,000kgの機体を144km/hまで加速させる能力。空母「エンタープライズ (CV-6)」へ1944年再装備。
H Mk IV
油圧式。7,200kgの機体を137km/hまで加速させる能力。軽空母、護衛空母用。
H-4-B
油圧式。全長32m。8,165kgの機体を144km/hまで加速させる能力。エセックス級用。
H-4-1
油圧式。全長50m。12,700kgの機体を144km/hまで加速させる能力。ミッドウェイ級用。
H-8
油圧式。全長63m。7,030kgの機体を194km/hまで加速させる能力。エセックス級のうちSCB‐27A近代化を施されたものが装備。
C Mk 7
当初は火薬式の予定だったが、途中で蒸気式に再設計された。全長250–275 ft (76–84 m)。40,000 lb (18,000 kg)の機体を148.5ノット (275.0 km/h)まで、もしくは70,000 lb (32,000 kg)の機体を116ノット (215 km/h)まで加速させる能力。フォレスタル級で装備化されたが、当初は同艦のボイラーの性能面の限界のために蒸気圧力600 lbf/in2 (42 kgf/cm2)で運用されており、後に圧力1,200 lbf/in2 (84 kgf/cm2)に対応したバージョンが開発された。
C-11
蒸気式。全長203 ft (62 m)。39,000 lb (18,000 kg)の機体を136ノット (252 km/h)まで、もしくは70,000 lb (32,000 kg)の機体を107.5ノット (199.1 km/h)まで加速させる能力。イギリスの蒸気式カタパルトBXS-1をもとに、より高圧の蒸気を使用するように変更したモデル。エセックス級のうちSCB‐27C近代化を施された艦、SCB-110及びSCB-110A近代化を施されたミッドウェイ級が油圧式から換装。
C-11-1
蒸気式。エセックス級のSCB-125近代化を施された艦のうち、最後に改装された「オリスカニー」が油圧式から換装。
C-13
蒸気式。C-7の後継と位置づけられており、全長250 ft (76 m)のモデルと310 ft (94 m)のモデル（Mod 1）がある。250フィートのモデルは、78,000 lb (35,000 kg)の機体を160マイル毎時 (260 km/h)まで加速させる能力。
キティホーク級、「エンタープライズ (CVN-65)」が建造時から装備。また、ミッドウェイ級がSCB-101/66近代化にてC‐11から換装。
C-13-1
蒸気式。全長94m。35,000kgの機体を296km/hまで加速させる能力。ニミッツ級のうち「ニミッツ」から「セオドア・ルーズベルト」までの4隻が建造時に装備。キティホーク級、「エンタープライズ (CVN-65)」も後の近代化で換装。
C-13-2
蒸気式。「エイブラハム・リンカーン」以降のニミッツ級6隻が建造時に装備。フランスのPA2への採用も見込まれていたが、建造計画自体がキャンセルとなった。
C-13-3
蒸気式。全長75m。フランスに販売されたモデルで、「シャルル・ド・ゴール」が装備。
ICCALS C-14
内燃式（Internal Combustion Catapult Aircraft Launch System）。1950年代に蒸気式アップグレード用に開発されていたカタパルト。シリンダーの後端に設置された燃焼器で燃焼ガスを発生させ、航空機を加速させる。フルクローズドシステムで動力や電源を損失しても運用可能、蒸気式を上回るパワーとを初期加速G低減を実現したとしている。当時の技術では安全性に問題があり、空母での採用には至らなかった。1995年にEMALSとの競作が提案されるが敗れている。
EMALS
電磁式。アメリカとイギリス共同開発による世界初の航空母艦用電磁カタパルトであり、当初ニミッツ級最終艦「ジョージ・H・W・ブッシュ」への搭載が検討されたが、開発の遅れからフォード級「ジェラルド・R・フォード」にて初めて採用された。

### イギリス

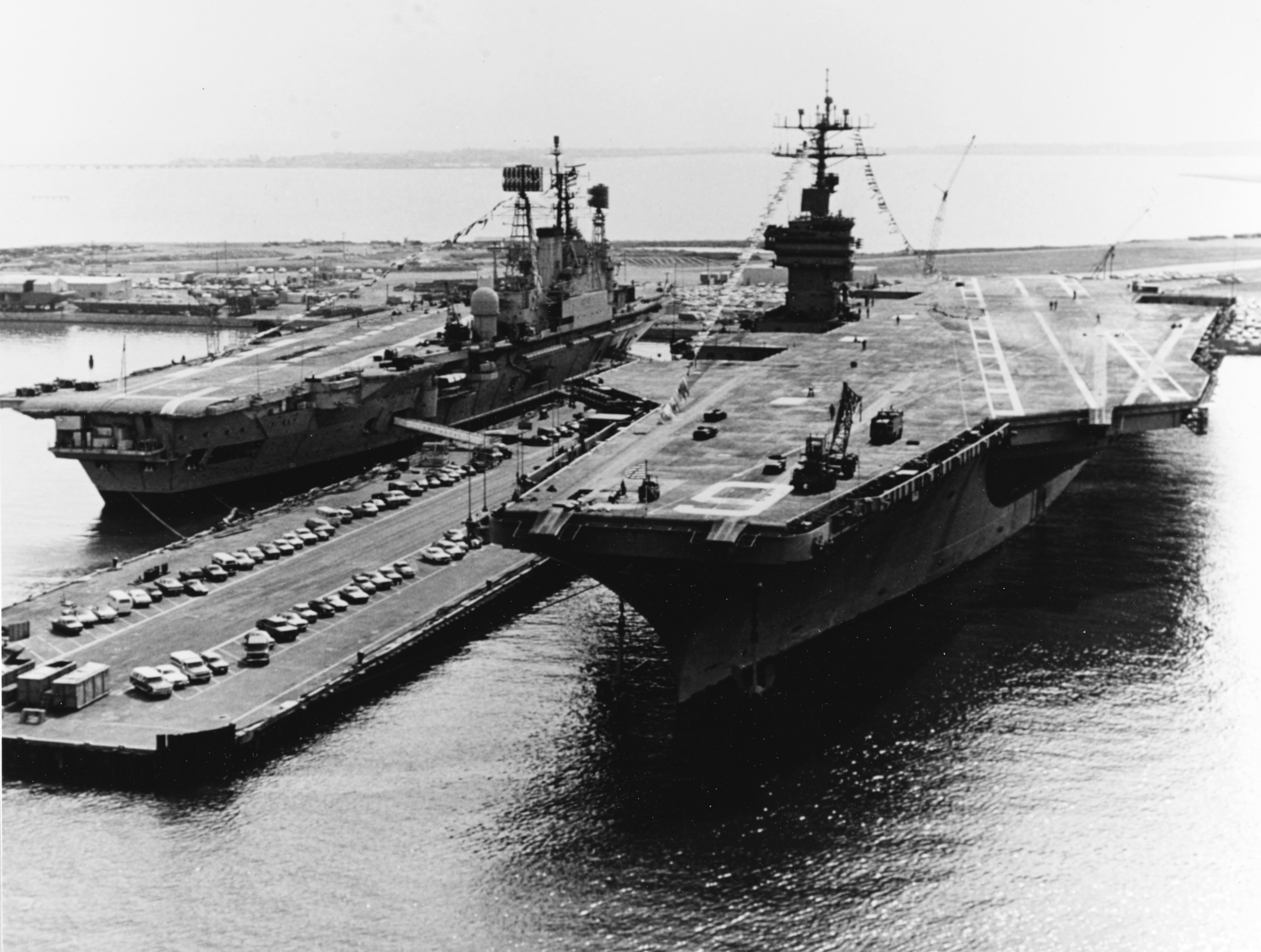
アークロイヤル（左）とニミッツ（右）。両艦ともCATOBAR方式の空母であることが分かる。

1978年にオーディシャス級空母「アーク・ロイヤル」が退役したことで、イギリス海軍における蒸気式カタパルトの運用は無くなった。実質的な後継空母であるインヴィンシブル級の就役時には、世界初の実用V/STOL攻撃機であったハリアーの艦載機型であるシーハリアーの実用化が済んでおり、固定翼艦載機をシーハリアーと各種ヘリコプターのみとしてSTOVL運用されることが決定済であったため、カタパルトは装備されなかった。
「クイーン・エリザベス級」では当初カタパルトの搭載が検討され、開発が進められていたが後に開発を破棄し最終的にカタパルト搭載そのものを中止している。
HI‐1
油圧式。5,400kgの機体を122km/hに加速させる能力。「アーク・ロイヤル(初代)」
BH‐3
油圧式。9,100kgの機体を118km/hに加速させる能力。イラストリアス級、コロッサス級
BXS‐1
蒸気式。世界初の航空母艦用蒸気カタパルトであり、実際に空母に搭載された初の蒸気式カタパルト。試験艦に転用された軽空母「パーシュース」に搭載され、試験結果からイギリスはミッチェル・ブラウンBS4を完成させ、正規空母イラストリアス級や軽空母コロッサス級、マジェスティック級、セントー級などの改装時に（一部の艦のみ新造時から）油圧式カタパルトから換装、イギリス海軍で運用或いは他国に売却した。また、アメリカではエセックス級の一部に装備した後、若干の変更を加えてC-11として採用された。
ミッチェル・ブラウンBS5
蒸気式。オーディシャス級の油圧式カタパルトから換装等自国製空母のほか、フランス海軍のクレマンソー級航空母艦に採用。
EMCAT
電磁式。クイーン・エリザベス級で搭載が検討されていたもので、Converteam UK開発を担当した。EMCATは"E"lectro "M"agnetic "Cat"apultの略。
Converteam UKの海軍ディレクターMark Dannatt氏は7月22日にジェーンに、現代のリニアモーター、エネルギー貯蔵および制御システムの動作を証明するために、2007年に小規模のEMCATシステムが完成したと語っていた。それ以来、システムの広範なテストが成功裏に完了したばかりでなく、イギリス国防省の要請により、Converteam UKがクイーン・エリザベス級に適したフルサイズの飛行機までシステムを拡張できるようにする作業がさらに進められ、2009年7月20日に締結した高出力電気システムの設計・開発、デモンストレーションに関する650,000ポンドの契約に基づいた作業は2010年7月26日の時点でほぼ完了していた。その後同年10月、イギリス政府は、クイーン・エリザベス級に未決定のカタパルトを搭載してF-35Cを購入すると発表し、2011年12月21日にEMALSおよびAARの開発のためのエンジニアリングサポートを受けるためゼネラル・アトミクスと契約を結び、11月26日にDSCAにより公式要請が発表された。この要請の性質と特異性からイギリスが独自の電磁カタパルトを放棄することを決定したことを強く示唆された。しかし2012年5月にF-35Cのコストが当初の見積もりより倍に増加したことから最終的にSTOVL機であるF-35Bが採用されることとなり、これによりカタパルトの搭載自体が見送られることとなった。

### イタリア

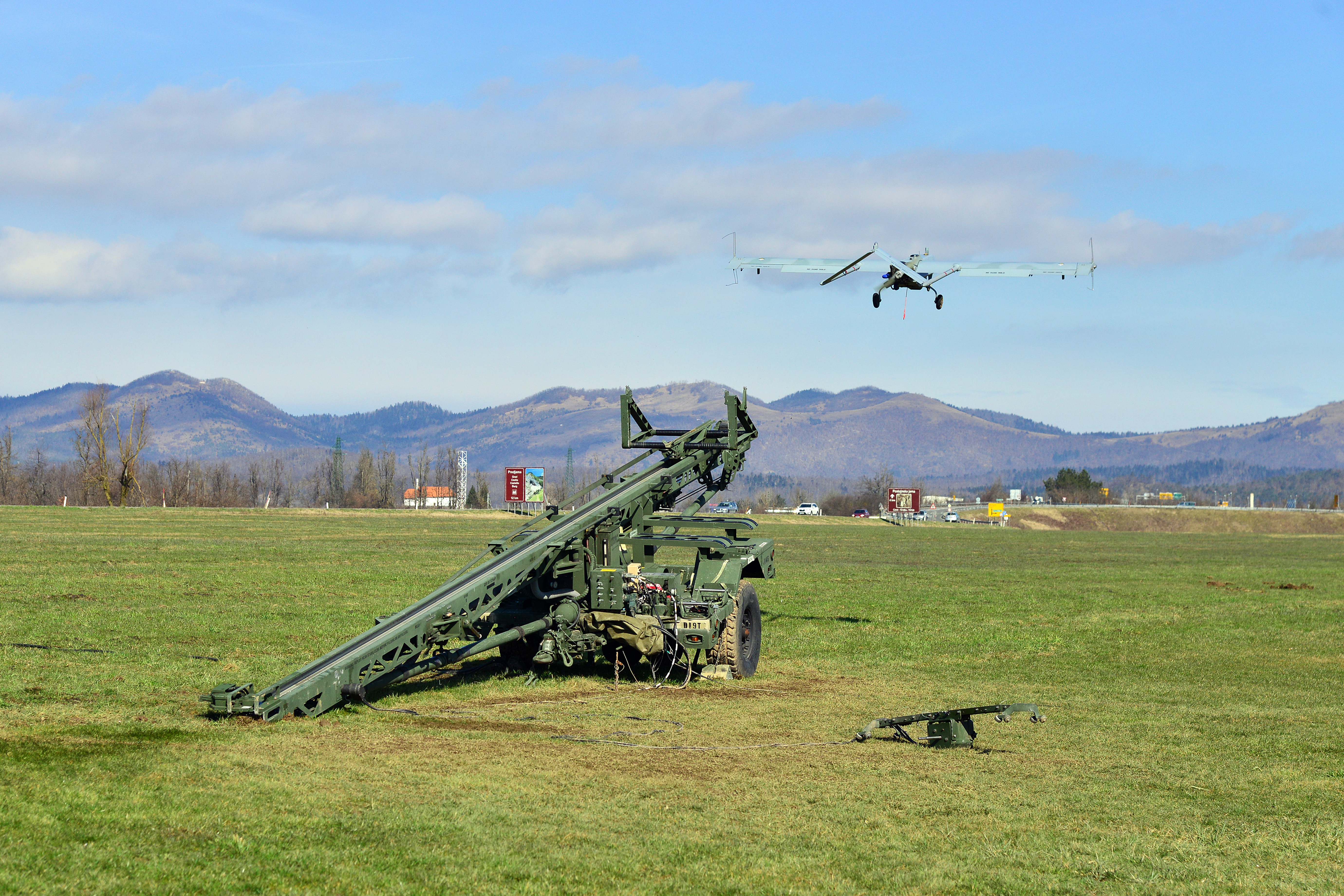
カタパルトから発射されるRQ-7(画像はアメリカ陸軍のもの)

ドイツ製水上機発艦用火薬式・空気式のカタパルトをベースに国産化し、運用していた。空母「アキラ」はカタパルト搭載予定だったが、イタリアの降伏時完成しておらず、ドイツに接収後に「グラーフ・ツェッペリン」からカタパルトを移植されるが結局未完成のままとなった。
前述のように空母用カタパルトは完成しなかったが、現在はRQ-7無人偵察機の地上射出用に運用する。

### オーストラリア

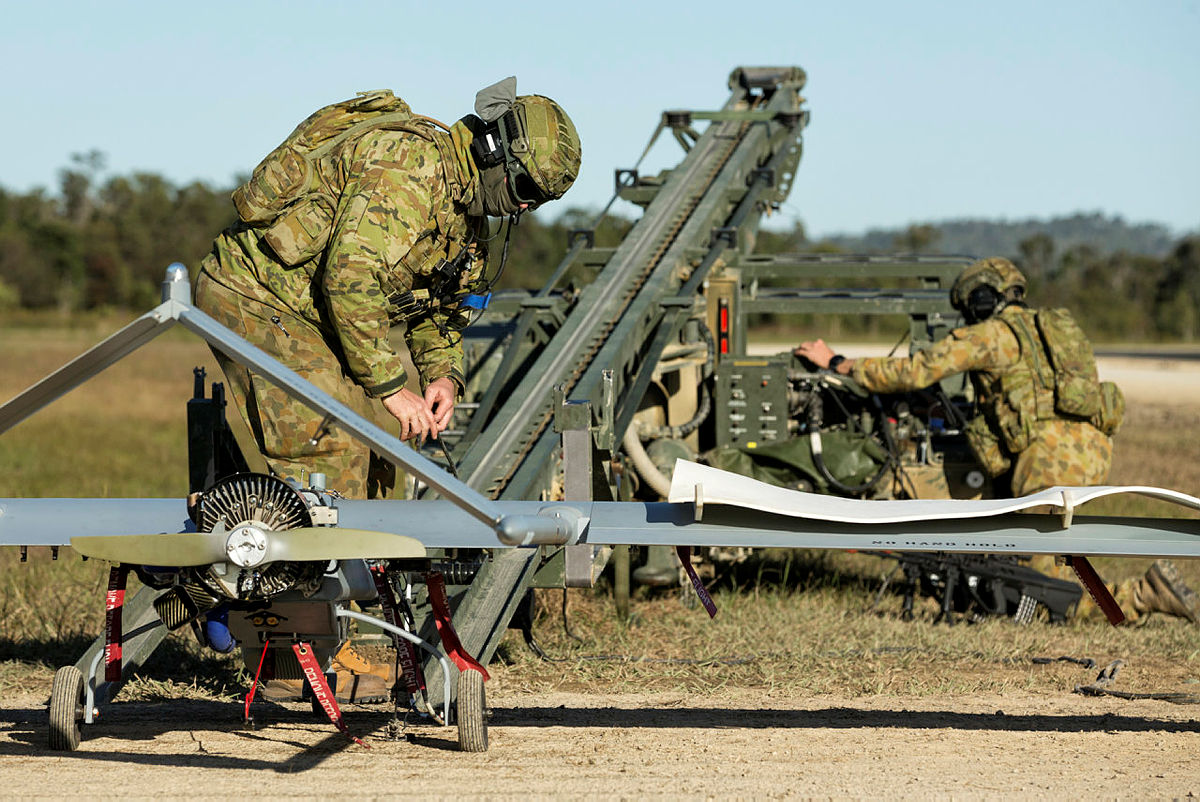
カタパルト後端の発射位置に着いたRQ-7B

RQ-7B無人偵察機の地上射出用に運用する。

### カナダ

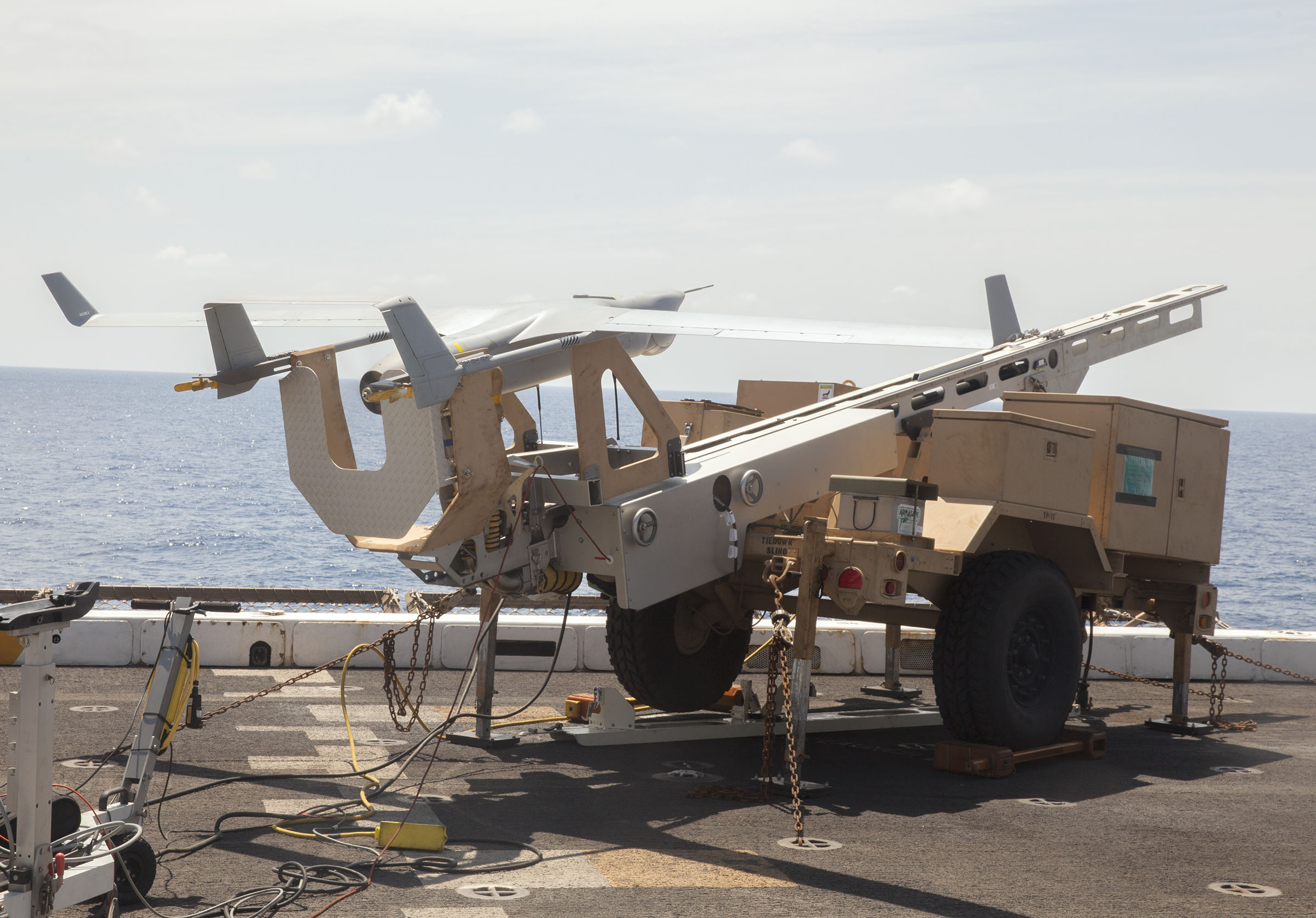
カタパルト後端の発射位置に着いたRQ-21(画像はアメリカ海兵隊のもの)

RQ-21無人偵察機の地上射出用に運用する。

### ドイツ

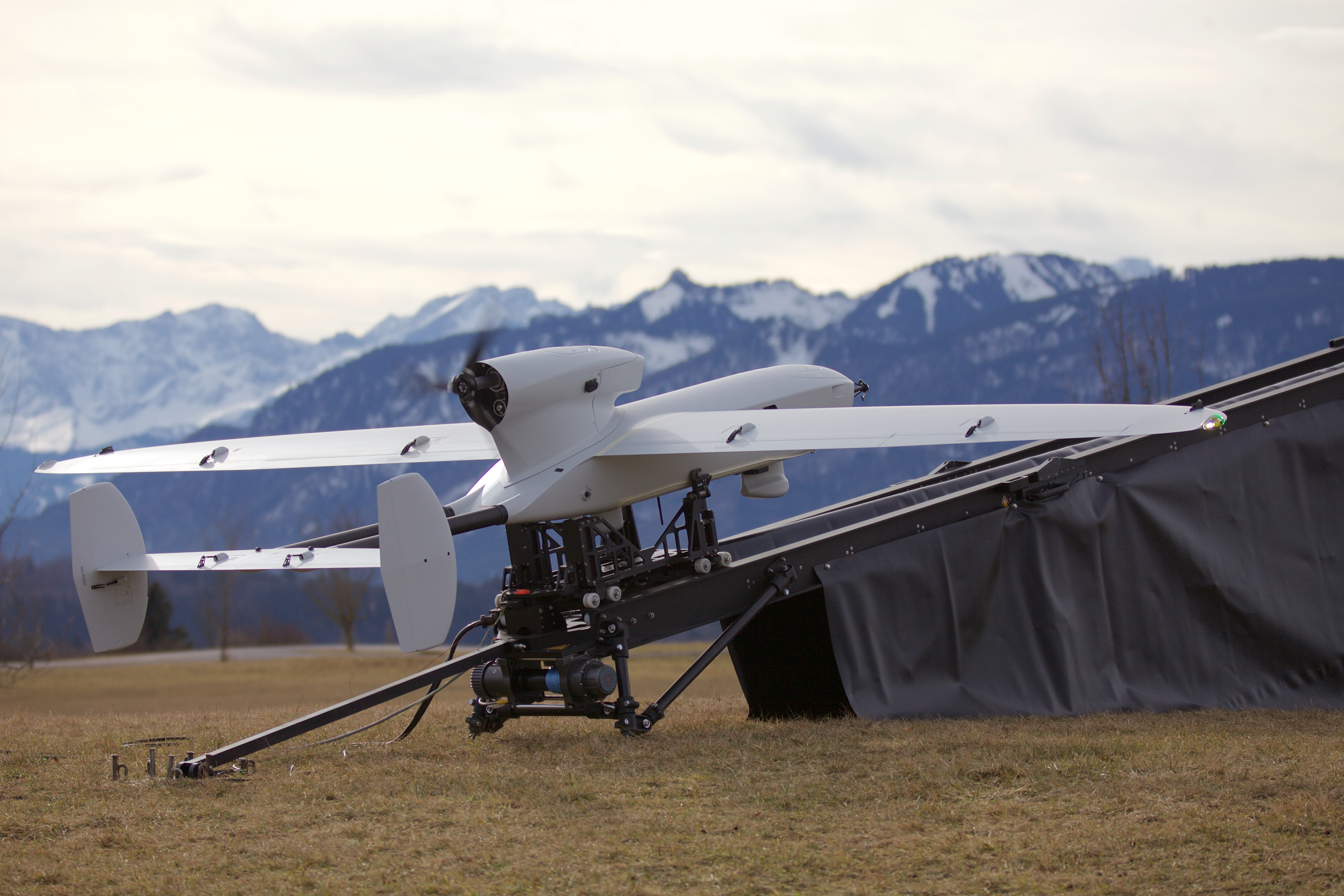
カタパルト後端の発射位置に着いたLuna NG

水上機発艦用に火薬式・空気式のカタパルトを開発・運用していた。空母用のカタパルトは「グラーフ・ツェッペリン」にて搭載されたが空母自体は未完成に終わった。空母装備の火薬式・空気式のカタパルトはJu87及びBf109Tを射出可能で、空気式の圧搾空気充填は約4分程度とされている。
前述のように空母用カタパルトは完成しなかったが、現在はラインメタル製のLuna NG無人偵察機の地上射出用に運用する。

### ロシア

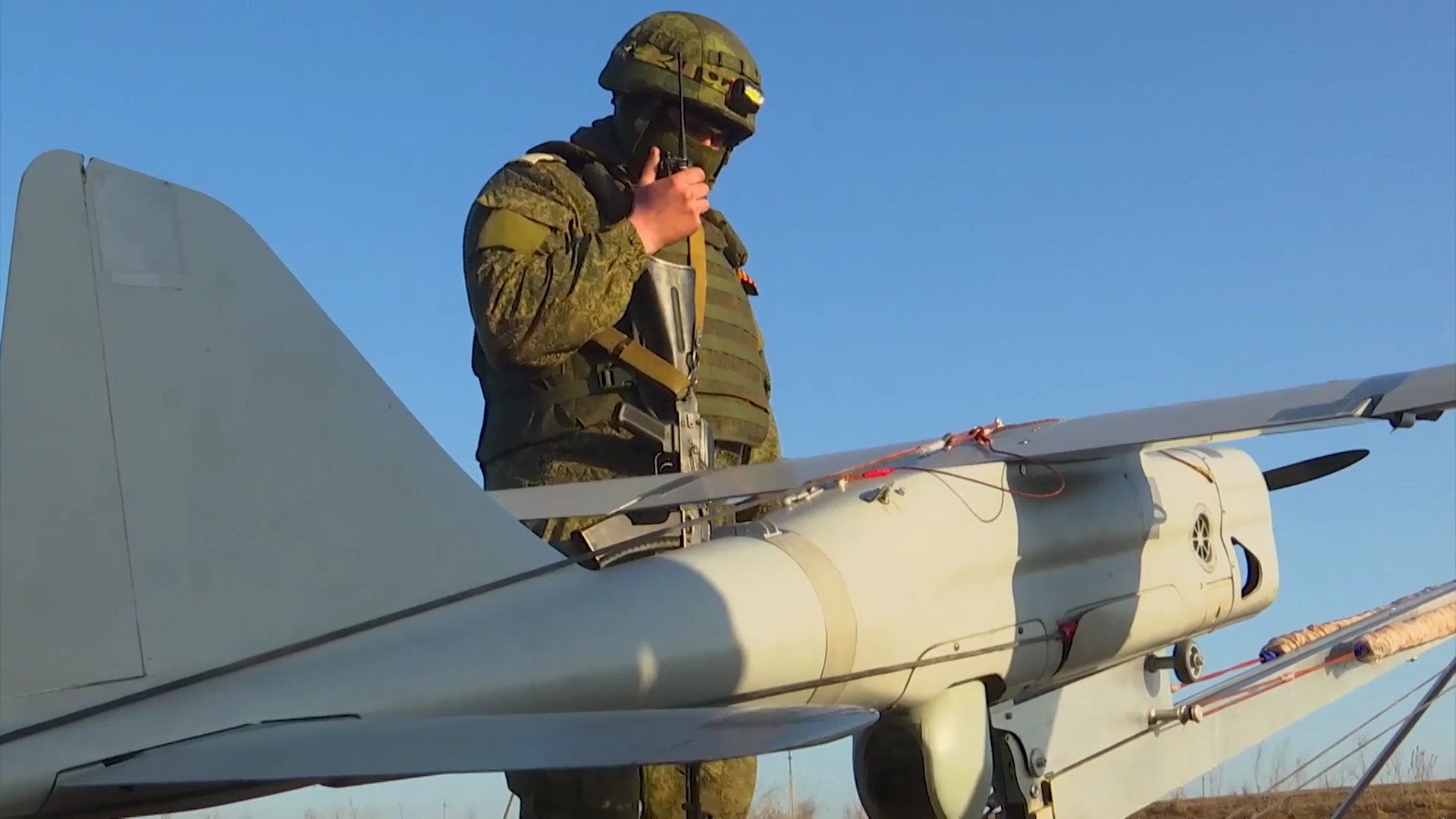
オルラン10

2022年ロシアのウクライナ侵攻から多種類の無人機を運用しており、それに伴いカタパルトの運用も増加している。

### 日本
旧日本海軍では伊400型などが典型例であるが水上機の搭載を可能とした潜水艦があり、それらには圧縮空気を使用したカタパルトが使用された。戦艦や巡洋艦から水上機を射出する際には主に火薬式のカタパルトが使用された。空母用のカタパルトは旧日本海軍では開発されず、天山や流星のような大型の攻撃機の発艦は、大型の空母に限定された。ロケット補助推進離陸（RATO）も開発されていたが実戦では使用されなかった。
萱場式艦発促進装置
スプリング式。1929年から1933年にかけ、一基の試験装置を「五十鈴」と「由良」で実験。
呉式1号1型
空気式。1928年、「衣笠」で実用実験。
呉式1号2型
「伊5」。
呉式1号3型
「伊6」。
呉式1号3型改
「伊7」。
呉式1号4型
「伊8」、甲型、乙型潜水艦。
呉式2号1型
火薬式での最初の実用射出機。
呉式2号2型
火薬式。「鬼怒」、のちに「神通」に装備された。
呉式2号3型
火薬式。約3,000kgの機体を加速させる能力を持つ。高雄型重巡洋艦 に装備された。
呉式2号5型
火薬式。全長19.4m。約4,000kgの機体を加速させる能力を持つ。
開戦時には艦艇の射出機のほとんどがこの型だった。形状や搭載艦の事情に合わせた改造で、後に「改2」「改5」といった数字がつく。
一式2号11型
火薬式。全長25.5m。約5,000kgの機体を100km/hまで加速させる能力を持つ。「日進」、「速吸」、航空戦艦に改装された伊勢型戦艦等に装備された。
二式1号10型
空気式。全長44m。約5,000kgの機体を150km/hまで加速させる能力を持つ。「大淀」に装備されたが、後に撤去され呉式2号5型へと改装された。

四式1号10型
空気式。全長26m。約5,000kgの機体を発射間隔4分で発射できる能力を持つ。伊400型、改甲型潜水艦に装備された。

### 南アフリカ

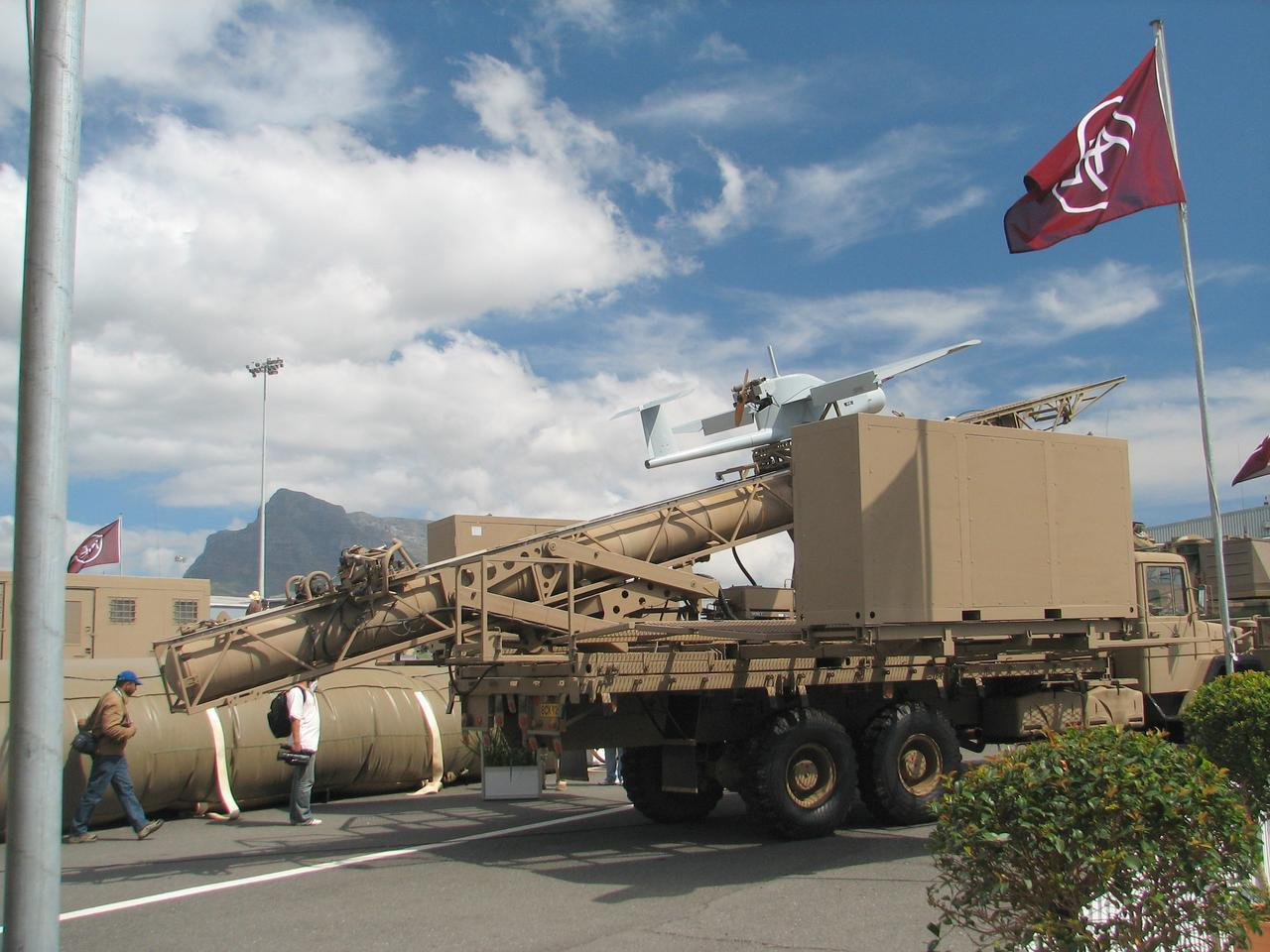
カタパルトに載せられて展示されるATE Vulture

ATE Vulture無人機の地上射出用に運用する。